# Bradley Dack
Bradley Paul Dack  (Greenwich, Inglaterra, 31 de diciembre de 1993) es un futbolista inglés que juega de 
centrocampista en el Gillingham F. C. de la League Two.

## Clubes
| Club                          | País       | Año       |
| ----------------------------- | ---------- | --------- |
| Gillingham F. C.              | Inglaterra | 2012-2017 |
| Braintree Town F. C. (cedido) | Inglaterra | 2013      |
| Blackburn Rovers F. C.        | Inglaterra | 2017-2023 |
| Sunderland A. F. C.           | Inglaterra | 2023-2024 |
| Gillingham F. C.              | Inglaterra | 2024-     |